# Сидни Лумет
Сидни Лумет (енгл. Sidney Lumet, IPA: , Филаделфија, 25. јуна 1924 — Њујорк, 9. април 2011) је амерички филмски редитељ и продуцент. Са преко 50 филмова које је режирао од 1957. (редитељски деби са Дванаест гневних људи), сматра се једним од најплоднијих америчких филмских редитеља. Најпознатији је по четири филма за које је био номинован за Оскара за режију (12 гневних људи, Пасје поподне, ТВ-мрежа и Пресуда), али Оскара никада није освојио. „Аутор више врсних остварења, често упадљиво лијево-либералног нагињања, не успијева увијек задржати њихов висок ниво јер балансира између покушаја задовољавања публике, друштвеног ангажмана и усвајања стилских утицаја европског филма.“
Према Холивудској енциклопедији Лумет је био један од најплоднијих филмских стваралаца модерне ере, режирајући у просеку више од једног филма годишње од времена свог редитељског дебија 1957. године. Телевизијски канал Тарнер класик мувиз бележи његово „снажно усмеравања глумаца“, „енергично приповедање прича“ и „соцреализам“ у његовим најбољим радовима. Филмски критичар Роџер Иберт га је описао као „једног од најбољих мајстора и најтоплијих хуманитараца међу свим филмским редитељима.“ Лумет је био познат и као „глумачки редитељ“, који је током каријере сарађивао са најбољима глумцима свог времена, вероватно више од „било ког другог редитеља.“ Шон Конери, који је глумио у пет његових филмова, сматрао га је једним од својих омиљених редитеља, и особом који је имао визију.
Као члан почетне класе њујоршког Глумачког студија, Лумет је започео редитељску каријеру у ванбродвејским продукцијама, а затим је постао високо ефикасан ТВ редитељ. Његов први филм, Дванаест гневних људи (1957), био је судска драма усредсређена на напето већање пороте. Лумет је потом своје напоре поделио између политичких и друштвених драмских филмова, као и адаптација књижевних драма и романа, великих стилских прича, њујоршких црних комедија и реалистичних криминалистичких драма, укључујући Серпико и Принц града. Као резултат режирања Дванаест гневних људи, такође се сматра предводником првог таласа редитеља који су направили успешан прелазак са ТВ-а на филмове.

## Ране године
Лумет је рођен 25. јуна 1924. у Филаделфији у држави Пенсилванија. Он је студирао позоришну глуму у Професионалној дечијој школи и на Универзитету Колумбија.
Родитељи су му били Барух Лумет и Еухенија Вермус, обоје искусни извођачи у јидишком позоришту. Његов отац био је глумац, редитељ, продуцент и сценариста, док му је мајка била плесачица. Мајка му је преминула док је још био дете. Лумет је остварио професионални деби на радију с четири године, а у позоришту у Јидиш Арт Театру с пет година. Као дете појављивао се у бродвејским представама, укључујући Слепу улицу. Године 1935, са 11 година, Лумет се појавио у кратком филму Хенрија Лина Papirossen темељеном на хит песми Papirosn чији је копродуцент био радијска звезда Херман Јаблокоф. Филм је приказан у биоскопима под истим именом. Представа и кратки филм појавили су се у Бронкс Макинли Сквер Театру. Године 1939, једини се пут појавио у дугометражном филму, с 15 година у One Third of a Nation. Други светски рат му је 1939. прекинуо рану глумачку каријеру, и три године је провео у америчкој војсци.
Након повратка из службе у Другом светском рату (1942-1946) као мајстор за радар стациониран у Индији и Бурми, организовао је ванбродвејску групу и постао њен редитељ.

## Приватни живот
Његова прва жена била је глумица Рита Гам (1949-1954); друга је била забављачица Глорија Вандербилт (1956-1963); трећа је била Гејл Џоунс (1963-1978), кћер певачице и глумице Лене Хорне. Године 1980, се оженио с Мери Гимбел с којом је био у браку до своје смрти. У браку с Гејл Џоунс је добио две кћери, Ајми и глумицу и сценарискињу Џени која је наступила у главној улози у филму Q & A. Она је написала сценариј за филм Рејчел се удаје из 2008.

## Редитељска каријера

### Рана каријера
Лумет је своју каријеру започео као редитељ у мањим позоришним продукцијама, а након тога се преобразио у цењеног телевизијског редитеља. Након што је стекао вредно искуство радећи на мањим позоришним продукцијама и летним представама, 1950. је почео да режира на новом медију, телевизији. У својих шест година као телевизијски редитељ прворазредних серија као што су Alcoa Theatre и Goodyear Playhouse, Лумет је „стекао значајну репутацију као талентован и поуздан.” Квалитет многих његових телевизијских драма био веома импресивна, и неколико њих је адаптирано за филмове.
Његов први филм био је типичан за његов рад: „добро одглумљен, сценаристички заокружен, снажно ангажован 'проблемски филм', 12 гневних људи (1957).” Филмски историчар Стефен Боулз пише: „12 гневних људи био је повољан почетак за Лумета. Био је критички и комерцијални успех те је установио Лумета као редитеља вештог у адаптирању позоришних особина филму. Пола Луметових филмова потиче из позоришта.”
Након тога је расподелио своје напоре између других идеалистичких проблемских филмова, адаптација позоришних комада и романа, великих стилизованих филмова, напетих мелодрама и црних комедија с нагласком на Њујорк које се баве друштвом и америчком културом.
Након режије свог првог филма, 12 гневних људи, према Сигеловој Енциклопедији Холивуда, „предводио је први талас редитеља који су остварили успешан прелаз с телевизије на филм.”
Године 1960, режирао је једну контроверзну емисију због које је дошао на лош глас: The Sacco-Vanzetti Story на НБЦ-у; према Њујорк Тајмсу, „драма је требала да промовише случај из државе Масачусетс (где су Никола Сако и Бартоломео Ванзети осуђени и погубљени) и да утврди како су осуђене убице заправо биле потпуно невине. Али сензација је заправо Лумету учинила услугу, јер је на његову адресу стигло неколико престижних филмских понуда, укључујући уметнички тријумф из 1962, Дуго путовање у ноћ.”

## Дела

### Филм
| Година | Филм                               | Дистрибутер          |
| ------ | ---------------------------------- | -------------------- |
| 1957   | 12 Angry Men                       | United Artists       |
| 1958   | Stage Struck                       | RKO Pictures         |
| 1959   | That Kind of Woman                 | Paramount Pictures   |
| 1960   | The Fugitive Kind                  | United Artists       |
| 1962   | A View from the Bridge             | Continental Film     |
| 1962   | Long Day's Journey into Night      | Embassy Pictures     |
| 1964   | The Pawnbroker                     | Paramount Pictures   |
| 1964   | Fail Safe                          | Columbia Pictures    |
| 1965   | The Hill                           | Metro-Goldwyn-Meyer  |
| 1966   | The Group                          | United Artists       |
| 1967   | The Deadly Affair                  | Columbia Pictures    |
| 1968   | Bye Bye Braverman                  | Warner Bros.         |
| 1968   | The Sea Gull                       | Warner Bros.         |
| 1969   | The Appointment                    | Metro-Goldwyn-Meyer  |
| 1970   | Last of the Mobile Hot Shots       | Warner Bros.         |
| 1971   | The Anderson Tapes                 | Columbia Pictures    |
| 1972   | Child's Play                       | Paramount Pictures   |
| 1973   | The Offence                        | United Artists       |
| 1973   | Serpico                            | Paramount Pictures   |
| 1974   | Lovin' Molly                       | Columbia Pictures    |
| 1974   | Murder on the Orient Express       | Paramount Pictures   |
| 1975   | Dog Day Afternoon                  | Warner Bros.         |
| 1976   | Network                            | Metro-Goldwyn-Meyer  |
| 1977   | Equus                              | United Artists       |
| 1978   | The Wiz                            | Universal Pictures   |
| 1980   | Just Tell Me What You Want         | Warner Bros.         |
| 1981   | Prince of the City                 | Warner Bros.         |
| 1982   | Deathtrap                          | Warner Bros.         |
| 1982   | The Verdict                        | 20th Century Fox     |
| 1983   | Daniel                             | Paramount Pictures   |
| 1984   | Garbo Talks                        | MGM                  |
| 1986   | Power                              | 20th Century Fox     |
| 1986   | The Morning After                  | 20th Century Fox     |
| 1988   | Running on Empty                   | Warner Bros.         |
| 1989   | Family Business                    | Tri-Star Pictures    |
| 1990   | Q&A                                | Tri-Star Pictures    |
| 1992   | A Stranger Among Us                | Buena Vista Pictures |
| 1993   | Guilty as Sin                      | Buena Vista Pictures |
| 1996   | Night Falls on Manhattan           | Paramount Pictures   |
| 1997   | Critical Care                      | LIVE Entertainment   |
| 1999   | Gloria                             | Columbia Pictures    |
| 2006   | Find Me Guilty                     | Freestyle Releasing  |
| 2007   | Before the Devil Knows You're Dead | ThinkFilm            |

Као глумац
- ...One Third of a Nation... (1939)
- The Manchurian Candidate (2004)

Без заслуга
- King: A Filmed Record... Montgomery to Memphis (1970)

### Телевизија
| Година  | Филм                         | Напомена                            |
| ------- | ---------------------------- | ----------------------------------- |
| 1952    | CBS Television Workshop      | Епизода: Дон Кихот                  |
| 1951-52 | Crime Photographer           | 2 епизоде                           |
| 1951-53 | Danger                       | 11 епизода                          |
| 1954    | Mama                         | 2 епизоде                           |
| 1953-55 | You Are There                | 14 епизода                          |
| 1954-55 | The Best of Broadway         | 3 епизоде                           |
| 1955    | The Elgin Hour               | 2 епизоде                           |
| 1955    | Star Stage                   | Епизоде: Писмо господину свештенику |
| 1955    | Frontier                     | Епизоде: У Небрасци                 |
| 1956    | The Alcoa Hour               | 5 епизода                           |
| 1956    | Goodyear Playhouse           | 2 епизоде                           |
| 1958    | Kraft Theatre                | 5 епизода                           |
| 1957-58 | The DuPont Show of the Month | 2 епизоде                           |
| 1955-59 | The United States Steel Hour | 3 епизода                           |
| 1960    | Play of the Week             | 4 епизоде                           |
| 1960    | Sunday Showcase              | 2 епизоде                           |
| 1960    | Playhouse 90                 | 2 епизоде                           |
| 1960    | John Brown's Raid            | Телевизијски филм                   |
| 1960    | The Iceman Cometh            | Телевизијски филм                   |
| 2001–02 | 100 Centre Street            | 9 епизода                           |
| 2004    | Strip Search                 | Телевизијски филм                   |

### Позориште
Као глумац
| Година | Наслов                      | Улога               | Место                        |
| ------ | --------------------------- | ------------------- | ---------------------------- |
| 1935   | Dead End                    | Small Boy           | Геласко театар, Бродвеј      |
| 1937   | The Eternal Road            | Estranged One's Son | Менхетн опера хаус           |
| 1938   | Sunup to Sundown            | Stanley             | Хасон театар, Бродвеј        |
| 1938   | Schoolhouse on the Lot      | Mickey              | Риц театар, Бродвеј          |
| 1939   | My Heart's in the Highlands | Johnny              | Гилд театар, Бродвеј         |
| 1939   | Christmas Eve               | Leo                 | Хенрз Милерс театар, Бродвеј |
| 1940   | Morning Star                | Hymie Tashman       | Лонгакр театар, Бродвеј      |
| 1940   | Journey to Jerusalem        | Jeshua              | Национално позориште, Њујорк |
| 1941   | Brooklyn, U.S.A.            | Willie Berg         | Форест театар, Бродвеј       |
| 1948   | Seeds in the Wind           | Tonya               | Емпајер театар, Бродвеј      |

Као режисер
| Година | Наслов               | Место                         |
| ------ | -------------------- | ----------------------------- |
| 1956   | Night of the Auk     | Плејхаус театар, Бродвеј      |
| 1960   | Caligula             | 54. стрит театар, Бродвеј     |
| 1962   | Nowhere to Go But Up | Винтер гарден театар, Бродвеј |